# Samenstelling Belgische Senaat 1968-1971
De lijst van leden van de Belgische Senaat van 1968 tot 1971. De Senaat telde toen 179 zetels. Bij de verkiezingen van 31 maart 1968 werden 106 senatoren rechtstreeks verkozen. Het nationale kiesstelsel was in die periode gebaseerd op algemeen enkelvoudig stemrecht voor alle Belgen van 21 jaar en ouder, volgens een systeem van evenredige vertegenwoordiging op basis van de Methode-D'Hondt, gecombineerd met een districtenstelsel. Er waren daarnaast ook 48 provinciale senatoren, aangeduid door de provincieraden en 24 gecoöpteerde senatoren. Tevens was er een senator van rechtswege.
De legislatuur liep van 23 april 1968 tot 20 juli 1971. Tijdens deze legislatuur was de regering-G. Eyskens IV in functie. Deze steunde op  een meerderheid van christendemocraten (CVP-PSC) en socialisten (BSP-PSB). De oppositie bestond uit PVV-PLP, Volksunie, RW, FDF en KPB-PCB.

## Samenstelling
| Begin legislatuur (1968) | Begin legislatuur (1968) | Begin legislatuur (1968) | Begin legislatuur (1968) | Begin legislatuur (1968) | Begin legislatuur (1968) | Einde legislatuur (1971) | Einde legislatuur (1971) | Einde legislatuur (1971) |
| Fractie                  | Fractie                  | Rechtstr.                | Prov.                    | Gec.                     | Totaal                   | Fractie                  | Fractie                  | Zetels                   |
| ------------------------ | ------------------------ | ------------------------ | ------------------------ | ------------------------ | ------------------------ | ------------------------ | ------------------------ | ------------------------ |
|                          | CVP-PSC                  | 35                       | 20                       | 9                        | 64                       |                          | CVP-PSC                  | 64                       |
|                          | BSP-PSB                  | 33                       | 13                       | 7                        | 53                       |                          | BSP-PSB                  | 53                       |
|                          | PVV-PLP                  | 22                       | 9                        | 6                        | 37                       |                          | PVV-PLP                  | 37                       |
|                          | Volksunie                | 9                        | 3                        | 2                        | 14                       |                          | Volksunie                | 14                       |
|                          | FDF                      | 3                        | 1                        | 0                        | 4                        |                          | FDF-RW                   | 8                        |
|                          | RW                       | 2                        | 2                        | 0                        | 4                        |                          | KPB-PCB                  | 2                        |
|                          | KPB-PCB                  | 2                        | 0                        | 0                        | 2                        |                          |                          |                          |

Wijzigingen in samenstelling:
- In mei 1968 vormen FDF en RW een gezamenlijke fractie.

## Lijst van de senatoren
| Senator                         | Partij    | Aanduiding                   | Kieskring                                   | Provincie       | Opmerkingen |
| ------------------------------- | --------- | ---------------------------- | ------------------------------------------- | --------------- | --- |
| Robert Roosens                  | Volksunie | Rechtstreeks gekozen senator | Antwerpen                                   | -               | |
| Henricus Ballet                 | Volksunie | Rechtstreeks gekozen senator | Antwerpen                                   | -               | |
| Aloïs Sledsens                  | CVP-PSC   | Rechtstreeks gekozen senator | Antwerpen                                   | -               | Voorzitter van de commissie Landbouw. |
| Paul Akkermans                  | CVP-PSC   | Rechtstreeks gekozen senator | Antwerpen                                   | -               | |
| Renaat Van Bulck                | CVP-PSC   | Rechtstreeks gekozen senator | Antwerpen                                   | -               | |
| Frans De Groof                  | CVP-PSC   | Rechtstreeks gekozen senator | Antwerpen                                   | -               | |
| Maurice Dequeecker              | BSP-PSB   | Rechtstreeks gekozen senator | Antwerpen                                   | -               | |
| Roger Dekeyzer                  | BSP-PSB   | Rechtstreeks gekozen senator | Antwerpen                                   | -               | |
| Frans Block                     | BSP-PSB   | Rechtstreeks gekozen senator | Antwerpen                                   | -               | |
| Albert Lilar                    | PVV-PLP   | Rechtstreeks gekozen senator | Antwerpen                                   | -               | |
| Wim Jorissen                    | Volksunie | Rechtstreeks gekozen senator | Mechelen-Turnhout                           | -               | Secretaris en voorzitter van de Volksunie-fractie. |
| Jozef Van In                    | CVP-PSC   | Rechtstreeks gekozen senator | Mechelen-Turnhout                           | -               | Quaestor. |
| Joris Verhaegen                 | CVP-PSC   | Rechtstreeks gekozen senator | Mechelen-Turnhout                           | -               | |
| Henri Van Doninck               | CVP-PSC   | Rechtstreeks gekozen senator | Mechelen-Turnhout                           | -               | Secretaris. |
| Jef Ramaekers                   | BSP-PSB   | Rechtstreeks gekozen senator | Mechelen-Turnhout                           | -               | |
| Jan Roelants                    | BSP-PSB   | Rechtstreeks gekozen senator | Mechelen-Turnhout                           | -               | |
| Herman Vanderpoorten            | PVV-PLP   | Rechtstreeks gekozen senator | Mechelen-Turnhout                           | -               | Van 12 november 1968 tot 13 oktober 1970 voorzitter van de commissie Ontwikkelingssamenwerking en Buitenlandse Handel en vanaf 13 oktober 1970 voorzitter van de commissie Verkeerswezen en PTT. |
| André Lagasse                   | FDF       | Rechtstreeks gekozen senator | Brussel                                     | -               | Tot 15 mei 1968 voorzitter van de FDF-fractie en vanaf 15 mei 1968 voorzitter van de FDF-RW-fractie.                                                                                             |
| René Bourgeois                  | FDF       | Rechtstreeks gekozen senator | Brussel                                     | -               | |
| Jacques Pohl                    | FDF       | Rechtstreeks gekozen senator | Brussel                                     | -               | |
| Lode Claes                      | Volksunie | Rechtstreeks gekozen senator | Brussel                                     | -               | |
| Edmond Machtens                 | BSP-PSB   | Rechtstreeks gekozen senator | Brussel                                     | -               | Quaestor. |
| Joseph Wiard                    | BSP-PSB   | Rechtstreeks gekozen senator | Brussel                                     | -               | Voorzitter van de commissie Middenstand. |
| Jacques Franck                  | BSP-PSB   | Rechtstreeks gekozen senator | Brussel                                     | -               | |
| Paul Struye                     | CVP-PSC   | Rechtstreeks gekozen senator | Brussel                                     | -               | Parlementsvoorzitter en voorzitter van de commissie Buitenlandse Zaken. |
| Raphael Hulpiau                 | CVP-PSC   | Rechtstreeks gekozen senator | Brussel                                     | -               | |
| Emiel De Winter                 | CVP-PSC   | Rechtstreeks gekozen senator | Brussel                                     | -               | |
| John Maes                       | CVP-PSC   | Rechtstreeks gekozen senator | Brussel                                     | -               | |
| Norbert Hougardy                | PVV-PLP   | Rechtstreeks gekozen senator | Brussel                                     | -               | Ondervoorzitter tot 12 november 1968. |
| Jan Bascour                     | PVV-PLP   | Rechtstreeks gekozen senator | Brussel                                     | -               | |
| Albert Demuyter                 | PVV-PLP   | Rechtstreeks gekozen senator | Brussel                                     | -               | |
| Joseph De Grauw                 | PVV-PLP   | Rechtstreeks gekozen senator | Brussel                                     | -               | Tot 12 november 1968 voorzitter van de commissie Volksgezondheid. |
| Albert Snyers d'Attenhoven      | PVV-PLP   | Rechtstreeks gekozen senator | Brussel                                     | -               | Secretaris vanaf 12 november 1968. |
| Piet Vermeylen                  | BSP-PSB   | Rechtstreeks gekozen senator | Brussel                                     | -               | Verkozen op de BSP-scheurlijst Rode Leeuwen. Vermeylen was van 2 mei tot 17 juni 1968 voorzitter van de PSB-BSP-fractie.                                                                         |
| Gaston Eyskens                  | CVP-PSC   | Rechtstreeks gekozen senator | Leuven                                      | -               | |
| André Lagae                     | CVP-PSC   | Rechtstreeks gekozen senator | Leuven                                      | -               | |
| Leopold Decoux                  | BSP-PSB   | Rechtstreeks gekozen senator | Leuven                                      | -               | |
| Omer Vanaudenhove               | PVV-PLP   | Rechtstreeks gekozen senator | Leuven                                      | -               | |
| Justin Peeters                  | BSP-PSB   | Rechtstreeks gekozen senator | Nijvel                                      | -               | |
| Joseph Moreau de Melen          | PVV-PLP   | Rechtstreeks gekozen senator | Nijvel                                      | -               | Voorzitter van de commissie Economische Zaken. |
| Albert Bogaert                  | CVP-PSC   | Rechtstreeks gekozen senator | Brugge                                      | -               | |
| Marcel Vandewiele               | CVP-PSC   | Rechtstreeks gekozen senator | Brugge                                      | -               | |
| Omaar Carpels                   | BSP-PSB   | Rechtstreeks gekozen senator | Brugge                                      | -               | |
| Frans Blancquaert               | Volksunie | Rechtstreeks gekozen senator | Kortrijk-Ieper                              | -               | |
| Albert De Clerck                | CVP-PSC   | Rechtstreeks gekozen senator | Kortrijk-Ieper                              | -               | Voorzitter van de commissie Openbare Werken. |
| Armand De Rore                  | BSP-PSB   | Rechtstreeks gekozen senator | Kortrijk-Ieper                              | -               | |
| Hilaire Lahaye                  | PVV-PLP   | Rechtstreeks gekozen senator | Kortrijk-Ieper                              | -               | Tot 12 november 1968 voorzitter van de commissie Ontwikkelingssamenwerking en Buitenlandse Handel, secretaris tot 12 november 1968 en quaestor vanaf 12 november 1968.                           |
| Willy Persyn                    | Volksunie | Rechtstreeks gekozen senator | Roeselare-Tielt                             | -               | |
| Roger Vannieuwenhuyze           | CVP-PSC   | Rechtstreeks gekozen senator | Roeselare-Tielt                             | -               | |
| Jan Piers                       | CVP-PSC   | Rechtstreeks gekozen senator | Veurne-Diksmuide-Oostende                   | -               | |
| Raymond Miroir                  | BSP-PSB   | Rechtstreeks gekozen senator | Veurne-Diksmuide-Oostende                   | -               | |
| Leo Elaut                       | Volksunie | Rechtstreeks gekozen senator | Gent-Eeklo                                  | -               | |
| Geeraard Van den Daele          | CVP-PSC   | Rechtstreeks gekozen senator | Gent-Eeklo                                  | -               | |
| Oktaaf Scheire                  | CVP-PSC   | Rechtstreeks gekozen senator | Gent-Eeklo                                  | -               | |
| André Dua                       | CVP-PSC   | Rechtstreeks gekozen senator | Gent-Eeklo                                  | -               | |
| Armand Verspeeten               | BSP-PSB   | Rechtstreeks gekozen senator | Gent-Eeklo                                  | -               | |
| Laurent Merchiers               | PVV-PLP   | Rechtstreeks gekozen senator | Gent-Eeklo                                  | -               | |
| Gerard De Paep                  | Volksunie | Rechtstreeks gekozen senator | Dendermonde-Sint-Niklaas                    | -               | |
| Leon Vuylsteke                  | CVP-PSC   | Rechtstreeks gekozen senator | Dendermonde-Sint-Niklaas                    | -               | |
| Gilbert Lemmens                 | CVP-PSC   | Rechtstreeks gekozen senator | Dendermonde-Sint-Niklaas                    | -               | Vervangt vanaf 12 mei 1971 de overleden Albert Smet. Smet was tot aan zijn dood op 29 april 1971 voorzitter van de commissie Gezinszorg en Huisvesting.                                          |
| Bernard Van Hoeylandt           | BSP-PSB   | Rechtstreeks gekozen senator | Dendermonde-Sint-Niklaas                    | -               | |
| Edmond Coppens                  | CVP-PSC   | Rechtstreeks gekozen senator | Oudenaarde-Aalst                            | -               | |
| Dieudonné Vander Bruggen        | BSP-PSB   | Rechtstreeks gekozen senator | Oudenaarde-Aalst                            | -               | Secretaris. |
| Lucien Vanopbroecke             | BSP-PSB   | Rechtstreeks gekozen senator | Oudenaarde-Aalst                            | -               | |
| Emile Edouard Cuvelier          | PVV-PLP   | Rechtstreeks gekozen senator | Oudenaarde-Aalst                            | -               | |
| Abel Dubois                     | BSP-PSB   | Rechtstreeks gekozen senator | Bergen-Zinnik                               | -               | |
| Fernand Delmotte                | BSP-PSB   | Rechtstreeks gekozen senator | Bergen-Zinnik                               | -               | |
| René Noël                       | KPB-PCB   | Rechtstreeks gekozen senator | Bergen-Zinnik                               | -               | |
| Jacques Hambye                  | CVP-PSC   | Rechtstreeks gekozen senator | Bergen-Zinnik                               | -               | |
| Jacques Jottrand                | PVV-PLP   | Rechtstreeks gekozen senator | Bergen-Zinnik                               | -               | |
| Jean Dulac                      | BSP-PSB   | Rechtstreeks gekozen senator | Doornik-Aat-Moeskroen                       | -               | |
| Jean Kevers                     | CVP-PSC   | Rechtstreeks gekozen senator | Doornik-Aat-Moeskroen                       | -               | |
| Pierre Descamps                 | PVV-PLP   | Rechtstreeks gekozen senator | Doornik-Aat-Moeskroen                       | -               | Quaestor tot 12 november 1968 en ondervoorzitter van 12 november 1968 tot 14 oktober 1969. |
| Maurice Bologne                 | RW        | Rechtstreeks gekozen senator | Charleroi-Thuin                             | -               | Tot 15 mei 1968 voorzitter van de RW-fractie. |
| Paul de Stexhe                  | CVP-PSC   | Rechtstreeks gekozen senator | Charleroi-Thuin                             | -               | |
| André Van Cauwenberghe          | BSP-PSB   | Rechtstreeks gekozen senator | Charleroi-Thuin                             | -               | Quaestor en voorzitter van de commissie Binnenlandse Zaken en Openbaar Ambt. |
| Gaston Hercot                   | BSP-PSB   | Rechtstreeks gekozen senator | Charleroi-Thuin                             | -               | |
| Arthur Meunier                  | BSP-PSB   | Rechtstreeks gekozen senator | Charleroi-Thuin                             | -               | Vervangt vanaf 13 oktober 1970 de overleden Charles Deliège. |
| André Bricout                   | PVV-PLP   | Rechtstreeks gekozen senator | Charleroi-Thuin                             | -               | Vervangt vanaf 12 november 1968 de overleden Nestor Miserez. |
| Camille Elise                   | PVV-PLP   | Rechtstreeks gekozen senator | Charleroi-Thuin                             | -               | Vervangt vanaf 12 mei 1971 de overleden René Deliège. |
| Marcel Thiry                    | RW        | Rechtstreeks gekozen senator | Luik                                        | -               | |
| Fernand Dehousse                | BSP-PSB   | Rechtstreeks gekozen senator | Luik                                        | -               | |
| Georges Dejardin                | BSP-PSB   | Rechtstreeks gekozen senator | Luik                                        | -               | Vanaf 13 oktober 1970 voorzitter van de commissie Culturele Zaken. |
| Charles-Joseph Bailly           | BSP-PSB   | Rechtstreeks gekozen senator | Luik                                        | -               | |
| Alfred Henckaerts               | CVP-PSC   | Rechtstreeks gekozen senator | Luik                                        | -               | |
| Henri Maisse                    | PVV-PLP   | Rechtstreeks gekozen senator | Luik                                        | -               | Vanaf 13 oktober 1970 voorzitter van de commissie Ontwikkelingssamenwerking en Buitenlandse Handel.                                                                                              |
| Albert Strivay                  | PVV-PLP   | Rechtstreeks gekozen senator | Luik                                        | -               | |
| Georges Housiaux                | BSP-PSB   | Rechtstreeks gekozen senator | Hoei-Borgworm                               | -               | Tot 13 oktober 1970 voorzitter van de commissie Culturele Zaken en vanaf 25 juni 1968 voorzitter van de PSB-BSP-fractie.                                                                         |
| Albert Mathieu                  | KPB-PCB   | Rechtstreeks gekozen senator | Hoei-Borgworm                               | -               | |
| Pierre Miessen                  | BSP-PSB   | Rechtstreeks gekozen senator | Verviers                                    | -               | |
| Albert Baltus                   | CVP-PSC   | Rechtstreeks gekozen senator | Verviers                                    | -               | |
| Jean Gillet                     | PVV-PLP   | Rechtstreeks gekozen senator | Verviers                                    | -               | |
| Joris Hardy                     | Volksunie | Rechtstreeks gekozen senator | Hasselt-Tongeren-Maaseik                    | -               | Vervangt vanaf 17 december 1969 de overleden Alfons Jeurissen. |
| Frans Vangronsveld              | CVP-PSC   | Rechtstreeks gekozen senator | Hasselt-Tongeren-Maaseik                    | -               | |
| Cesar Heylen                    | CVP-PSC   | Rechtstreeks gekozen senator | Hasselt-Tongeren-Maaseik                    | -               | |
| Willem Mesotten                 | CVP-PSC   | Rechtstreeks gekozen senator | Hasselt-Tongeren-Maaseik                    | -               | |
| Abdon Demarneffe                | CVP-PSC   | Rechtstreeks gekozen senator | Hasselt-Tongeren-Maaseik                    | -               | |
| Edgard Vanthilt                 | BSP-PSB   | Rechtstreeks gekozen senator | Hasselt-Tongeren-Maaseik                    | -               | |
| Raoul Vreven                    | PVV-PLP   | Rechtstreeks gekozen senator | Hasselt-Tongeren-Maaseik                    | -               | Vanaf 30 oktober 1968 voorzitter van de PVV-PLP-fractie en voorzitter van de commissie Landsverdediging.                                                                                         |
| Louis Chardome                  | BSP-PSB   | Rechtstreeks gekozen senator | Aarlen-Marche-Bastenaken-Neufchâteau-Virton | -               | |
| Charles Hanin                   | CVP-PSC   | Rechtstreeks gekozen senator | Aarlen-Marche-Bastenaken-Neufchâteau-Virton | -               | |
| Marie-Thérèse Godinache-Lambert | PVV-PLP   | Rechtstreeks gekozen senator | Aarlen-Marche-Bastenaken-Neufchâteau-Virton | -               | Vervangt vanaf 26 januari 1971 Léon Reuter. Reuter was tot 13 oktober 1970 voorzitter van de commissie Verkeerswezen en PTT.                                                                     |
| Arthur Lacroix                  | BSP-PSB   | Rechtstreeks gekozen senator | Namen-Dinant-Philippeville                  | -               | Secretaris. |
| Félix Cuvellier                 | BSP-PSB   | Rechtstreeks gekozen senator | Namen-Dinant-Philippeville                  | -               | |
| Charles Héger                   | CVP-PSC   | Rechtstreeks gekozen senator | Namen-Dinant-Philippeville                  | -               | |
| Michel Toussaint                | PVV-PLP   | Rechtstreeks gekozen senator | Namen-Dinant-Philippeville                  | -               | |
| Paul De Clercq                  | PVV-PLP   | Provinciaal senator          | -                                           | Antwerpen       | |
| Edgard Bouwens                  | Volksunie | Provinciaal senator          | -                                           | Antwerpen       | |
| Willy Calewaert                 | BSP-PSB   | Provinciaal senator          | -                                           | Antwerpen       | |
| Jozef Magé                      | BSP-PSB   | Provinciaal senator          | -                                           | Antwerpen       | |
| Rika De Backer                  | CVP-PSC   | Provinciaal senator          | -                                           | Antwerpen       | Vervangt vanaf 27 april 1971 de overleden Victor Leemans. Leemans was tot aan zijn dood op 3 maart 1971 voorzitter van de CVP-PSC-fractie.                                                       |
| Constant De Clercq              | CVP-PSC   | Provinciaal senator          | -                                           | Antwerpen       | |
| Octaaf Verboven                 | CVP-PSC   | Provinciaal senator          | -                                           | Antwerpen       | Vanaf 13 mei 1971 voorzitter van de commissie Gezinszorg en Huisvesting. |
| Basile-Jean Risopoulos          | PVV-PLP   | Provinciaal senator          | -                                           | Brabant         | |
| Jos Daems                       | PVV-PLP   | Provinciaal senator          | -                                           | Brabant         | |
| Robert Houben                   | CVP-PSC   | Provinciaal senator          | -                                           | Brabant         | |
| Leo Vanackere                   | CVP-PSC   | Provinciaal senator          | -                                           | Brabant         | |
| Jean Debucquoy                  | CVP-PSC   | Provinciaal senator          | -                                           | Brabant         | Quaestor. |
| Charles Willems                 | BSP-PSB   | Provinciaal senator          | -                                           | Brabant         | |
| August Bogaerts                 | BSP-PSB   | Provinciaal senator          | -                                           | Brabant         | |
| Alfred Scokaert                 | BSP-PSB   | Provinciaal senator          | -                                           | Brabant         | Vervangt vanaf 27 november 1969 de overleden Auguste Baccus. |
| Georges Avelange                | FDF       | Provinciaal senator          | -                                           | Brabant         | |
| Pierre Stroobants               | RW        | Provinciaal senator          | -                                           | Brabant         | |
| Maurice Vandamme                | CVP-PSC   | Provinciaal senator          | -                                           | West-Vlaanderen | |
| Gustave Breyne                  | BSP-PSB   | Provinciaal senator          | -                                           | West-Vlaanderen | |
| Gerard Vandenberghe             | CVP-PSC   | Provinciaal senator          | -                                           | West-Vlaanderen | Tot 12 november 1968 voorzitter van de commissie Landsverdediging. |
| Frank Van Acker                 | BSP-PSB   | Provinciaal senator          | -                                           | West-Vlaanderen | Vervangt vanaf 4 februari 1969 Medard Stalpaert, die senator bleef tot Van Acker de vereiste minimumleeftijd van 40 jaar bereikte.                                                               |
| Leo Vandeweghe                  | Volksunie | Provinciaal senator          | -                                           | West-Vlaanderen | |
| Gilbert Pede                    | CVP-PSC   | Provinciaal senator          | -                                           | Oost-Vlaanderen | Secretaris. |
| Antoon Beck                     | CVP-PSC   | Provinciaal senator          | -                                           | Oost-Vlaanderen | |
| Ferdinand De Bondt              | CVP-PSC   | Provinciaal senator          | -                                           | Oost-Vlaanderen | |
| Marcel Vanderhaegen             | BSP-PSB   | Provinciaal senator          | -                                           | Oost-Vlaanderen | |
| Armand De Baer                  | PVV-PLP   | Provinciaal senator          | -                                           | Oost-Vlaanderen | |
| Renaat Diependaele              | Volksunie | Provinciaal senator          | -                                           | Oost-Vlaanderen | |
| Marceau Remson                  | BSP-PSB   | Provinciaal senator          | -                                           | Henegouwen      | Voorzitter van de commissie Tewerkstelling, Arbeid en Sociale Voorzorg. |
| Max Bury                        | BSP-PSB   | Provinciaal senator          | -                                           | Henegouwen      | |
| Jean-Baptiste Delhaye           | BSP-PSB   | Provinciaal senator          | -                                           | Henegouwen      | |
| Alphonse Ferret                 | PVV-PLP   | Provinciaal senator          | -                                           | Henegouwen      | |
| Georges Beghin                  | PVV-PLP   | Provinciaal senator          | -                                           | Henegouwen      | |
| Noël Duvivier                   | CVP-PSC   | Provinciaal senator          | -                                           | Henegouwen      | |
| Jean Goffart                    | RW        | Provinciaal senator          | -                                           | Luik            | |
| Edmond Cathenis                 | BSP-PSB   | Provinciaal senator          | -                                           | Luik            | |
| Georges Beauduin                | CVP-PSC   | Provinciaal senator          | -                                           | Luik            | |
| Lucien Lambert                  | BSP-PSB   | Provinciaal senator          | -                                           | Luik            | |
| Michel Louis                    | PVV-PLP   | Provinciaal senator          | -                                           | Luik            | |
| Hubert Leynen                   | CVP-PSC   | Provinciaal senator          | -                                           | Limburg         | Voorzitter van de commissie Nationale Opvoeding en vanaf 16 maart 1971 voorzitter van de CVP-PSC-fractie.                                                                                        |
| Mathieu Rutten                  | CVP-PSC   | Provinciaal senator          | -                                           | Limburg         | Vervangt vanaf 20 maart 1969 Leo Van Raemdonck, die lid wordt van de Kamer van volksvertegenwoordigers.                                                                                          |
| Jozef Dupont                    | CVP-PSC   | Provinciaal senator          | -                                           | Limburg         | |
| Gilbert Gribomont               | CVP-PSC   | Provinciaal senator          | -                                           | Luxemburg       | |
| Pierre Renquin                  | CVP-PSC   | Provinciaal senator          | -                                           | Luxemburg       | |
| Maurice Olivier                 | PVV-PLP   | Provinciaal senator          | -                                           | Luxemburg       | |
| Julien Ernest Allard            | CVP-PSC   | Provinciaal senator          | -                                           | Namen           | |
| Victor Barbeaux                 | CVP-PSC   | Provinciaal senator          | -                                           | Namen           | |
| Victor Billiet                  | PVV-PLP   | Provinciaal senator          | -                                           | Namen           | |
| Maurits Vanhaegendoren          | Volksunie | Gecoöpteerd senator          | -                                           | -               | |
| Frans Baert                     | Volksunie | Gecoöpteerd senator          | -                                           | -               | |
| Franz Janssens                  | PVV-PLP   | Gecoöpteerd senator          | -                                           | -               | Vervangt vanaf 30 maart 1971 Robert Gillon, die om gezondheidsredenen ontslag neemt. Gillon was tot 30 oktober 1968 voorzitter van de PVV-PLP-fractie.                                           |
| Pierre Ansiaux                  | PVV-PLP   | Gecoöpteerd senator          | -                                           | -               | |
| Carlos De Baeck                 | PVV-PLP   | Gecoöpteerd senator          | -                                           | -               | |
| Karel Poma                      | PVV-PLP   | Gecoöpteerd senator          | -                                           | -               | |
| Jean Collin                     | PVV-PLP   | Gecoöpteerd senator          | -                                           | -               | |
| Fernand Parmentier              | PVV-PLP   | Gecoöpteerd senator          | -                                           | -               | Ondervoorzitter vanaf 14 oktober 1969. |
| Henri Cugnon                    | BSP-PSB   | Gecoöpteerd senator          | -                                           | -               | |
| Elie Van Bogaert                | BSP-PSB   | Gecoöpteerd senator          | -                                           | -               | Ondervoorzitter. |
| Marcel Collart                  | BSP-PSB   | Gecoöpteerd senator          | -                                           | -               | |
| Louis Rombaut                   | BSP-PSB   | Gecoöpteerd senator          | -                                           | -               | |
| Marc-Antoine Pierson            | BSP-PSB   | Gecoöpteerd senator          | -                                           | -               | Voorzitter van de commissie Justitie. |
| Albert Grégoire                 | BSP-PSB   | Gecoöpteerd senator          | -                                           | -               | |
| Josse Van Heupen                | BSP-PSB   | Gecoöpteerd senator          | -                                           | -               | |
| Robert Vandekerckhove           | CVP-PSC   | Gecoöpteerd senator          | -                                           | -               | Ondervoorzitter. |
| Paul-Willem Segers              | CVP-PSC   | Gecoöpteerd senator          | -                                           | -               | |
| Léon Servais                    | CVP-PSC   | Gecoöpteerd senator          | -                                           | -               | |
| Karel Van Cauwelaert de Wyels   | CVP-PSC   | Gecoöpteerd senator          | -                                           | -               | |
| Lucien Martens                  | CVP-PSC   | Gecoöpteerd senator          | -                                           | -               | |
| Ernest Adam                     | CVP-PSC   | Gecoöpteerd senator          | -                                           | -               | Voorzitter van de commissie Financiën. |
| Gabriël Vandeputte              | CVP-PSC   | Gecoöpteerd senator          | -                                           | -               | |
| Joseph Custers                  | CVP-PSC   | Gecoöpteerd senator          | -                                           | -               | Vanaf 12 november 1968 voorzitter van de commissie Volksgezondheid. |
| Paul Herbiet                    | CVP-PSC   | Gecoöpteerd senator          | -                                           | -               | |
| Albert van België               | -         | Senator van rechtswege       | -                                           | -               | |